# Michael Pedersen Friis

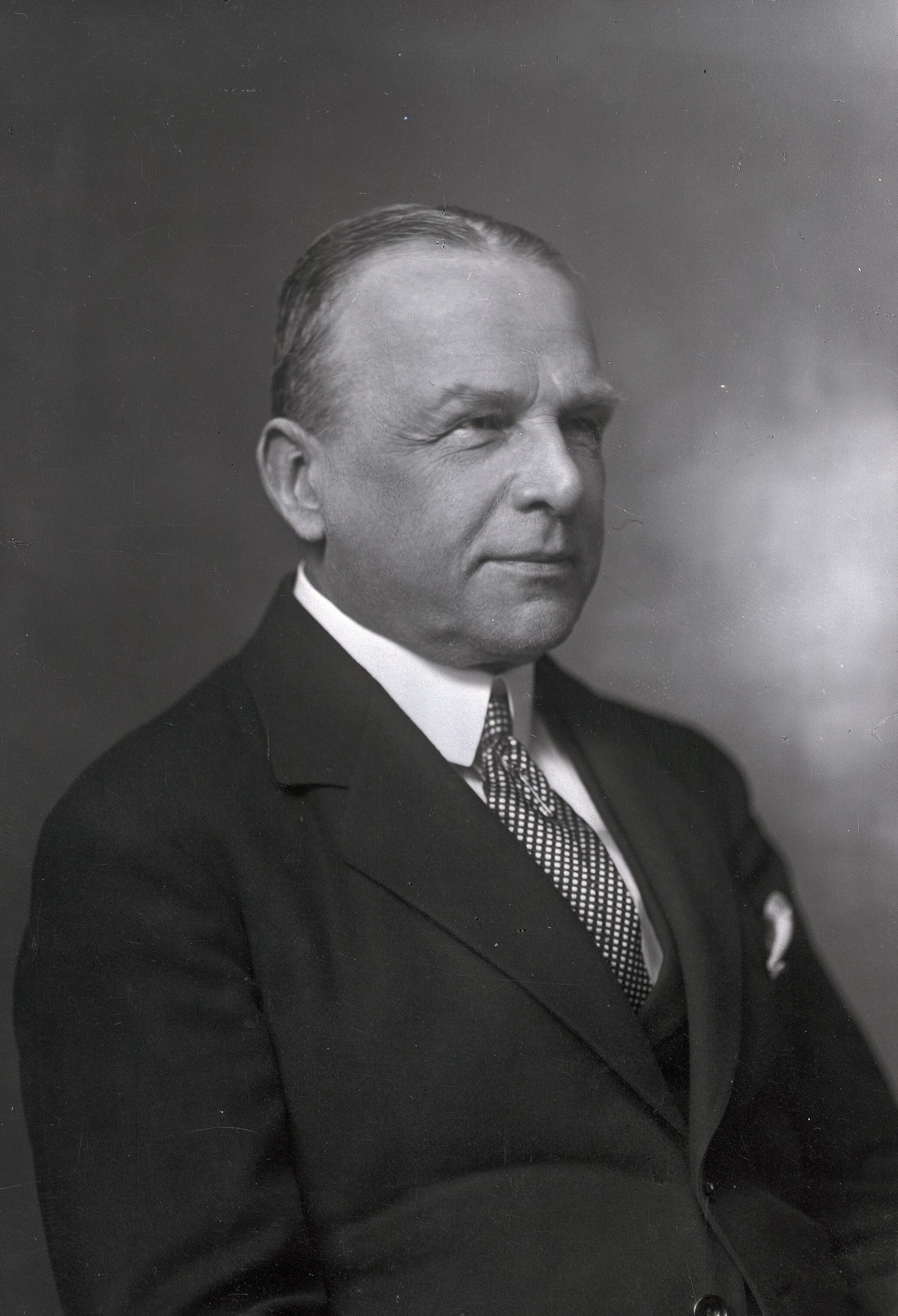
Michael Pedersen Friis

Michael Pedersen Friis (* 22. Oktober 1857 in Marienlund (Odense); † 24. April 1944 in Kopenhagen) war ein dänischer Politiker und geschäftsführender Premierminister (Statsminister).

## Berufliche Laufbahn
Friis, der ursprünglich Journalist war, war von 1904 bis 1911 Staatssekretär (Departementschef) im Justizministerium. Anschließend war er bis 1923 Mitglied der Overformynderiet, einer von 1869 bis 1982 bestehenden öffentlichen Institution, die sich mit dem dänischen Rechtssystem beschäftigte. Als solches war er während des Ersten Weltkriegs auch Vorsitzender einer Außerordentlichen Kommission für Rechts- und Verwaltungsreformen.
1923 wurde er Vorsitzender der Overformynderiet sowie 1928 bis 1936 einer weiteren staatlichen Organisation, der Overfredningsnævnet.

## Premierminister von 1920
Nach der Verfassungskrise Ostern 1920, der so genannten Påskekrisen, die durch die Entlassung der gewählten Regierung von Premierminister Carl Theodor Zahle und der Einsetzung der Interimsregierungen von Otto Liebe durch König Christian X. ausgelöst wurde, wurde er am 5. April 1920 vom König zum Premierminister (Statsminister) einer Interimsregierung (Forretningsministerium) berufen.

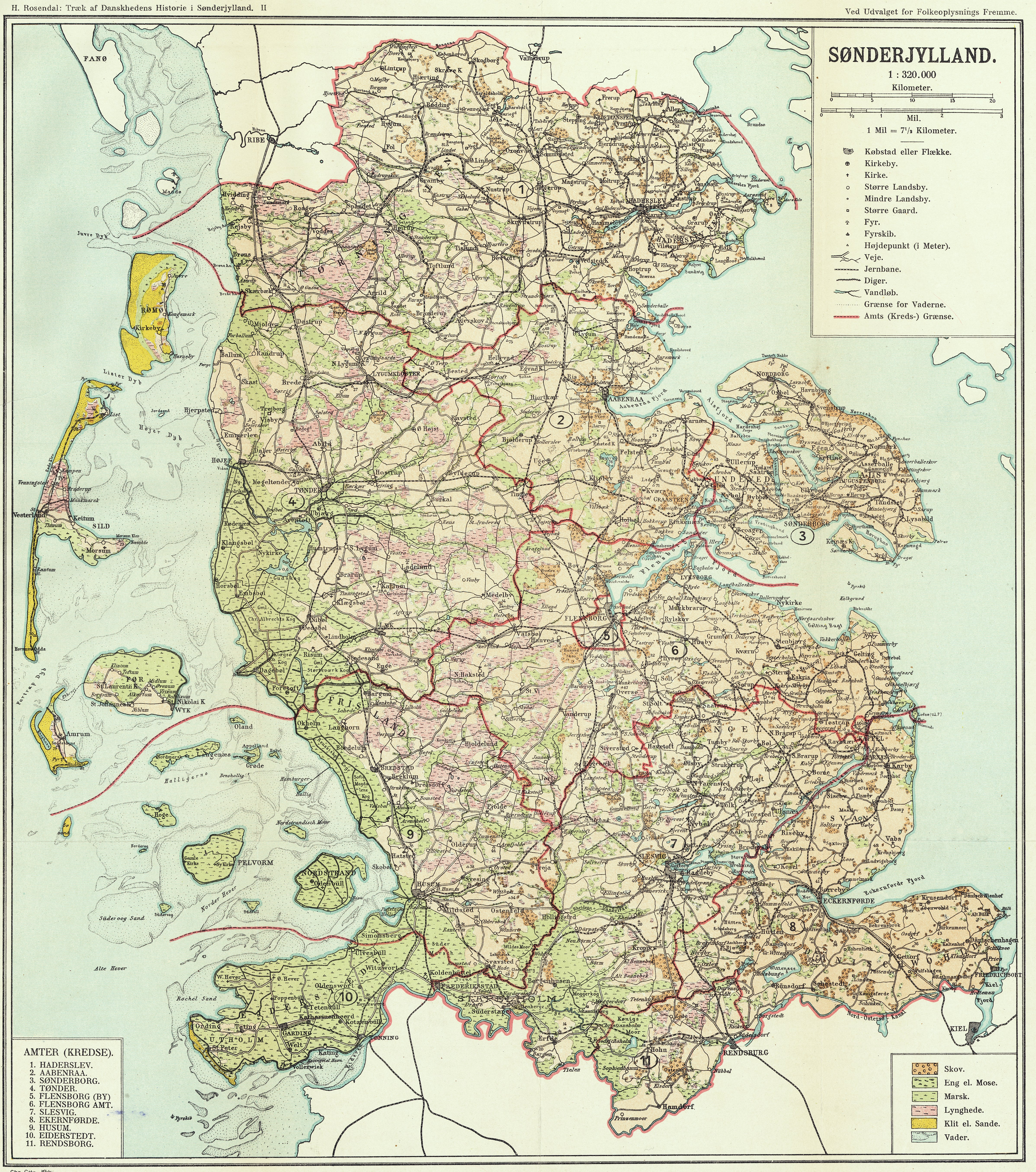
Historische Karte von Nord- und Südschleswig um 1918

Als solcher oblag ihm insbesondere die Vorbereitung von Parlamentswahlen (Folketing). Darüber hinaus war seine Regierung mit der Umsetzung der im Februar und März 1920 durchgeführten Volksabstimmungen in Schleswig, die zu Gebietsabtretungen an Dänemark seitens Deutschlands führten.
Nach einer einmonatigen Amtszeit übergab er das Amt des Premierministers am 5. Mai 1920 an Niels Neergaard, der eine ausschließlich aus Ministern der Liberalen Partei (Venstre) bestehende Regierung bildete.
Während seiner Amtszeit war er zugleich Verteidigungsminister.